# Eulalio García
Eulalio García Pereda (* 11. Mai 1951 in Casillas) ist ein ehemaliger spanischer Radrennfahrer.

## Sportliche Laufbahn
García war im Straßenradsport aktiv. Als Amateur siegte er 1975 in der Vuelta a Navarra vor Antonio Prieto. Von 1977 bis 1984 fuhr er als Berufsfahrer. Er startete für die Radsportteams Kas, Teka und Reynolds.
García siegte in den Etappenrennen Costa del Azahar 1978, Vuelta a La Rioja 1979 und Vuelta a Cantabria 1980. 1981 gewann er die nationale Meisterschaft im Straßenrennen. Er gewann das Eintagesrennen Gran Premio Navarra 1981. Etappensiege holte er in der Vuelta a Cantabria 1976, 1978 und 1980, im Étoile des Espoirs 1977, bei den Tres Dias de Leganés und in der Vuelta a La Rioja (zweifach) 1977, in der Vuelta a La Rioja und bei den Tres Dias de Leganés (zweifach) 1978, in der Vuelta a La Rioja (zweifach) 1979, in der Vuelta Ciclista a la Rioja, im Rennen Costa del Azahar sowie in der Vuelta a España 1980, in der Vuelta a Burgos 1981 sowie in der Vuelta a La Rioja1983.

## Grand-Tour-Platzierungen
| Grand Tour            | 1976 | 1977 | 1978 | 1979 | 1980 | 1981 | 1982 | 1983 |
| --------------------- | ---- | ---- | ---- | ---- | ---- | ---- | ---- | ---- |
| Vuelta a EspañaVuelta | –    | 19   | 4    | 32   | 39   | DNF  | 46   | DNF  |
| Giro d’ItaliaGiro     | –    | –    | –    | –    | –    | –    | –    | –    |
| Tour de FranceTour    | DNF  | –    | –DNF | 86   | –    | 101  | –    | –    |